# Evelyn Brent
Evelyn Brent (née à Tampa (Floride) le 20 octobre 1899, et morte à Los Angeles (Californie) le 4 juin 1975) est une actrice américaine.

## Enfance
Née Mary Elizabeth Riggs à Tampa (Floride) puis surnommée Betty, elle avait 10 ans quand sa mère mourut, laissant son père l'élever seul. Ayant déménagé à New York à l'adolescence, sa beauté lui procura des emplois de modèles, ce qui l'amena à faire partie d'une industrie cinématographique encore balbutiante. Alors qu'elle étudiait pour devenir professeur et qu'elle préparait l'école normale à New York, elle visita le World Film Studio à Fort Lee dans le New Jersey. Deux jours plus tard, elle y était figurante pour 3 dollars par jour.

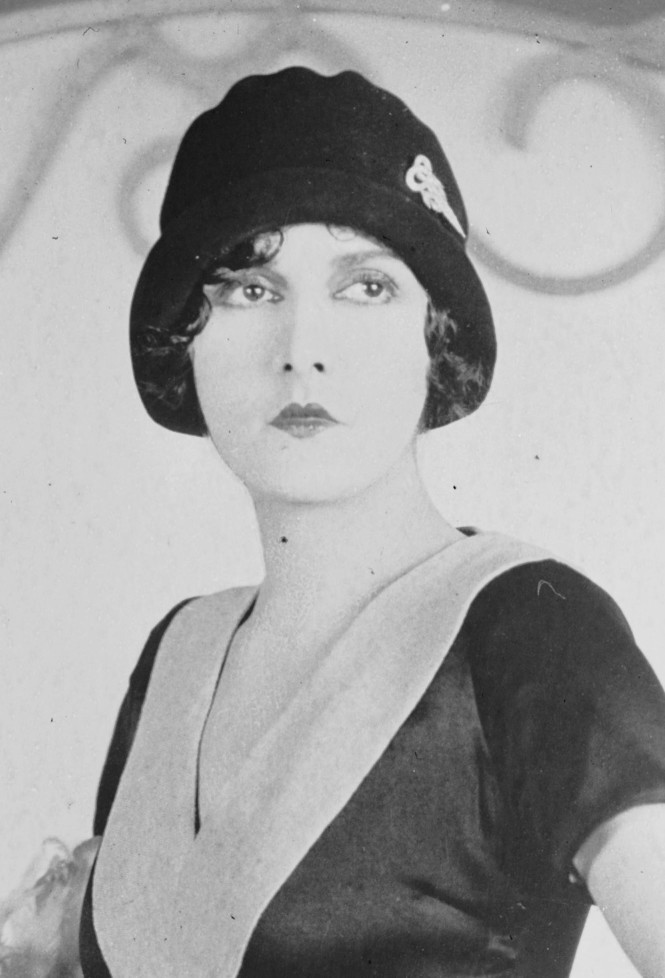
Portrait d'Evelyne Brent

## Carrière

### Débuts
Elle commença sa carrière cinématographique sous son propre nom dans un studio du New Jersey, mais son vrai début date de 1915, où elle participa à un film muet inspiré d'un poème de Robert W. Service, The Shooting of Dan McGrew. En tant qu'Evelyn Brent, elle joua des rôles de jeunes femmes dont les regards brûlants étaient très recherchés. Après la Première Guerre mondiale, elle partit en vacances à Londres où elle rencontra l'écrivain de théâtre Oliver Cromwell. Il lui conseilla vivement d'accepter un rôle important dans The Ruined Lady, ce qu'elle fit et la pièce fut présentée au public londonien. Elle resta ensuite quatre années en Angleterre, participant à des films produits par des compagnies britanniques. Elle continua aussi à faire un peu de scène avant de rejoindre Hollywood en 1922.

### Consécration
À Hollywood, sa carrière prit son envol, car elle figura parmi les WAMPAS Baby Stars de 1923. Bien qu'embauchée par Douglas Fairbanks Sr., il échoua à lui écrire une scénario, ce qui la poussa vers Associated Authors. Evelyn Brent participa à plus de deux douzaines de films muets, dont trois avec Josef von Sternberg. En 1928, elle figura aux côtés de William Powell dans une production de la Paramount Pictures qui fut en même temps son premier film parlant, Interference. Il n'eut pas le succès escompté mais cela ne la dissuada pas de continuer et elle obtint ensuite plusieurs rôles importants, notamment dans The Silver Horde (1930) et dans Paramount on Parade (1930), une revue de toutes les stars de la Paramount d'alors. Puis à partir du début des années 1930, elle s'occupa avec des rôles secondaires et en participant à des tournées de spectacles de music-hall. Trop mûre pour des rôles d'ingénues, elle eut des rôles principaux aux côtés d'acteurs plus âgés : Neil Hamilton, dans un film de la Producers Releasing Corporation, Dangerous Lady; Jack Holt, dans le serial Holt of the Secret Service produit par Larry Darmour. Son jeu était néanmoins encore convaincant et son nom n'avait pas été oublié par les spectateurs : des producteurs de théâtres l'affichaient encore. Elle travailla pour Pine-Thomas et ses films d'action de série B réalisés pour la Paramount. Le réalisateur William Beaudine l'employa dans plusieurs séries B, dont Bowery Champs (1944), The Golden Eye (1948) et Again Pioneers (1950). Après avoir participé à plus de 120 films, elle se retira en 1950 pour devenir agent. Elle fit cependant une exception en 1960, où elle participa à un épisode de la série télévisée Wagon Train, The Lita Foladaire Story.

## Vie privée
Evelyn Brent s'est mariée trois fois : avec Bernard P. Fineman, producteur exécutif, Harry D. Edwards, producteur ainsi que l'acteur Harry Fox, à qui le fox-trot doit son nom. Ils étaient encore mariés quand il mourut en 1959 et elle resta seule jusqu'à sa mort en 1975 à Los Angeles.

## Filmographie partielle

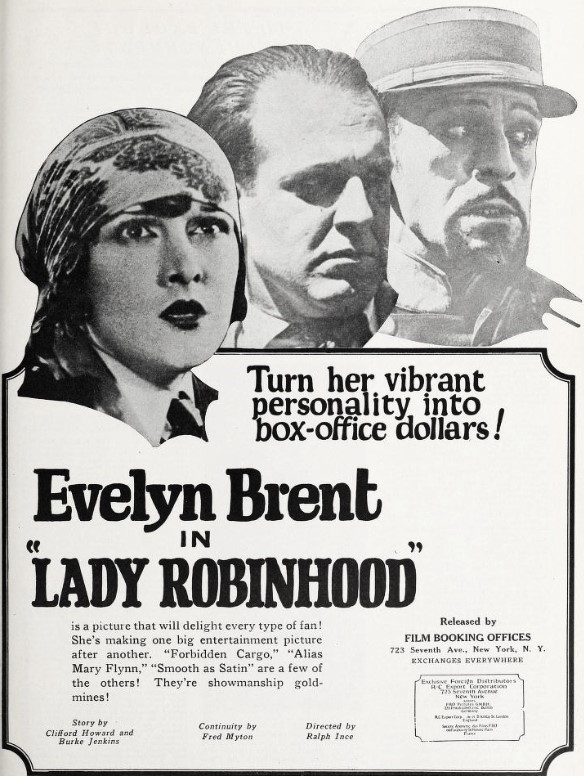
Evelyn Brent avec Robert Ellis et Boris Karloff, annonce pour Lady Robinhood (1925).

- 1918 : Réconciliation (Daybreak) d'Albert Capellani
- 1919 : Détective malgré lui (Help! Help! Police!) de Edward Dillon
- 1919 : The Glorious Lady de George Irving
- 1924 : The Lone Chance de Howard M. Mitchell
- 1925 : La Danseuse de Broadway de Wesley Ruggles
- 1925 : Lady Robinhood de Ralph Ince
- 1926 : La Reine des diamants (Queen o' Diamonds) de Chester Withey
- 1926 : Le Galant Étalagiste (Love 'Em and Leave 'Em) de Frank Tuttle
- 1926 : The Impostor de Chester Withey
- 1926 : Secret Orders de Chester Withey
- 1927 : Les Nuits de Chicago (Underworld), de Josef von Sternberg
- 1927 : Love's Greatest Mistake de A. Edward Sutherland
- 1927 : Blind Alleys de Frank Tuttle
- 1928 : Crépuscule de gloire (The Last Command) de Josef von Sternberg
- 1928 : A Night of Mystery de Lothar Mendes
- 1928 : Interférences (Interference) de Lothar Mendes et Roy Pomeroy
- 1928 : L'Infidèle (The Mating Call) de James Cruze
- 1928 : His Tiger Wife de Hobart Henley
- 1929 : Woman Trap de William A. Wellman
- 1929 : Chimères (Fast Company) de A. Edward Sutherland
- 1930 : Paramount on Parade film collectif à sketches
- 1930 : The Silver Horde de  George Archainbaud
- 1932 : Attorney for the Defense d'Irving Cummings
- 1932 : High Pressure de Mervyn LeRoy
- 1935 : The Nitwits de George Stevens
- 1936 : The President's Mystery de Phil Rosen
- 1937 : L'Homme qui terrorisait New York (King of Gamblers) de Robert Florey
- 1937 : La Fille de Shanghai (Daughter of Shanghai) de Robert Florey
- 1938 : Mr. Wong, Detective de William Nigh
- 1941 : Holt of the Secret Service de James W. Horne
- 1943 : La Septième Victime (The Seventh Victim) de Mark Robson
- 1948 : The Golden Eye de William Beaudine